# Werner Krauß (Schauspieler)

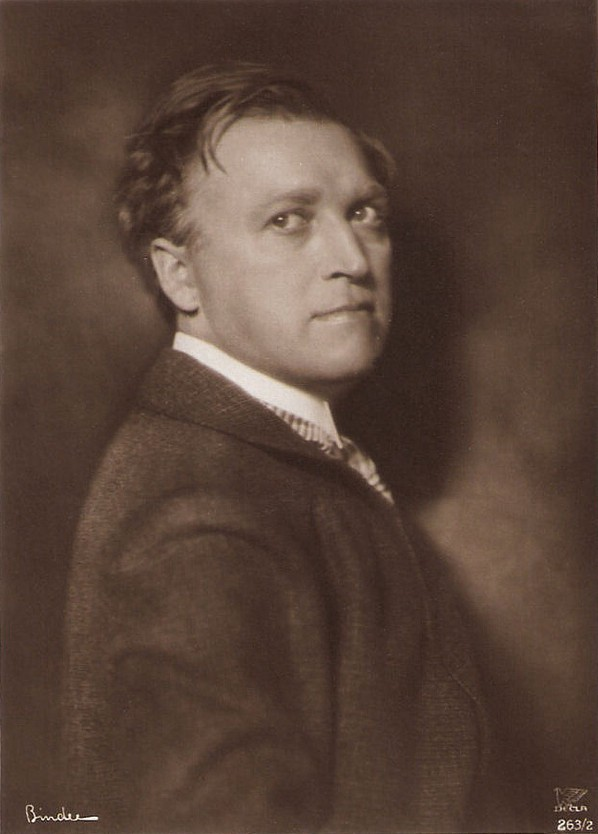
Werner Krauß um 1920 auf einer Fotografie von Alexander Binder

Werner Johannes Krauß (* 23. Juni 1884 in Gestungshausen bei Coburg; † 20. Oktober 1959 in Wien) war ein deutsch-österreichischer Schauspieler. Er galt als charismatisches Genie und größter Schauspieler seiner Zeit mit unglaublicher Verwandlungskunst, war jedoch Antisemit und infolge seiner Nähe zum Nationalsozialismus als Person sehr umstritten.

## Leben

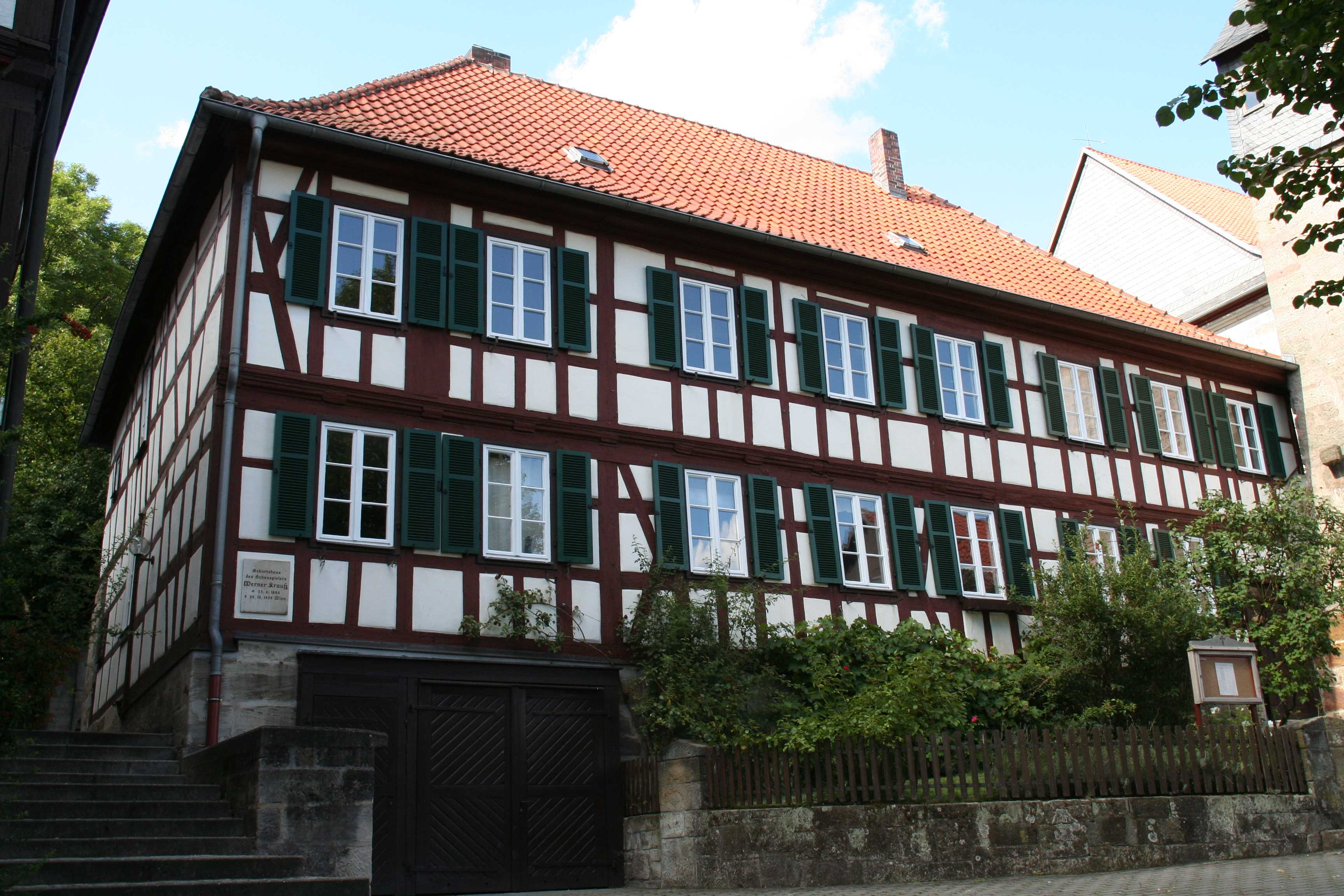
Geburtshaus in Gestungshausen

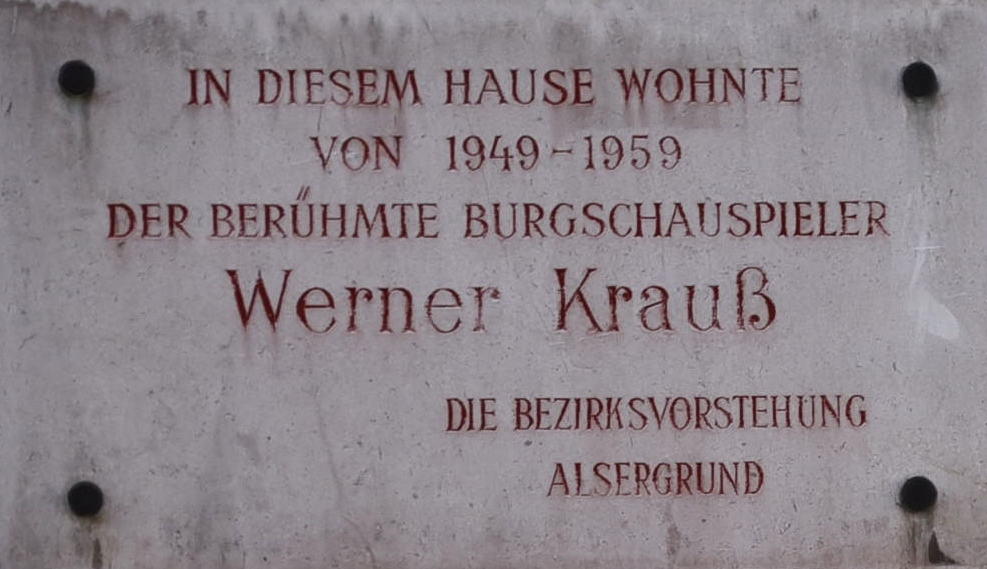
Gedenktafel für Werner Krauß in Wien-Alsergrund

Am 23. Juni 1884 wurde Werner Johannes Krauß im Pfarrhaus in Gestungshausen geboren, wo sein Großvater Pfarrherr war.
Der Sohn des Postbeamten Paul Krauß und dessen Ehefrau Karoline, geborene Wust, verbrachte den größten Teil seiner Kindheit und Jugend in Breslau. Ab 1898 besuchte er die evangelische Präparandenanstalt in Breslau und ab 1901 das Lehrerseminar im oberschlesischen Kreuzburg.
Wegen seiner Auftritte als Statist beim Breslauer Lobe-Theater wurde er 1902 vom Unterricht suspendiert. Er entschied sich für den Schauspielerberuf und erhielt seine erste Rolle an der Wanderbühne Wagner in Breslau. 1903 gab er sein Debüt am Stadttheater von Guben. Ohne Ausbildung musste er sich zunächst mit kleinen Aufgaben bei Wanderbühnen zufriedengeben, dazu kamen Auftritte an den Stadttheatern von Magdeburg und Bromberg (1905/06). 1907 bis 1910 war er am Theater Aachen tätig, 1910 bis 1912 in Nürnberg, 1912/13 am Künstlertheater München.
Von Alexander Moissi empfohlen, engagierte ihn Max Reinhardt 1913 am Deutschen Theater Berlin. Zunächst nur als zweite Besetzung oder in kleineren Rollen beschäftigt (Lindekuh in Frank Wedekinds Musik 1913, König Claudius in Shakespeares Hamlet, 1913, Mephisto in Goethes Faust 1913, Franz Moor in Schillers Die Räuber 1914), spielte er sich schnell nach vorne. 1915 wurde er einberufen, nach dreimonatigem Dienst als Seekadett in Kiel aber wieder entlassen.
Nach dem Ende des Ersten Weltkriegs stieg Werner Krauß zum bewunderten Theater- und Filmstar auf. Er verkörperte die großen Figuren des Theaters wie Hamlet oder Wallenstein, seine besondere Spezialität war aber die Darstellung von Finsterlingen wie Mephisto, Franz Moor in Die Räuber, Jago in Othello oder Shylock. 1922 spielte er in August Strindbergs Ein Traumspiel, den Dekan, den Quarantänemeister, den Kohlenträger, den Polizisten und den Magister. Von 1924 bis 1926 war er am Staatstheater, 1926 bis 1931 am Deutschen Theater sowie 1928/29 am Burgtheater und 1931 bis 1933 wieder am Staatstheater engagiert. Im Jahr 1929 wurde Werner Krauß zum Vorstandsmitglied der neu gegründeten Vereinigung Berliner Bühnenkünstler gewählt.
Anfang der 1930er Jahre spielte Werner Krauß am Deutschen Theater Berlin in zwei Uraufführungen Rollen, die zu seinen erfolgreichsten wurden: den Schuster Wilhelm Voigt in der Uraufführung von Der Hauptmann von Köpenick im Stück von Carl Zuckmayer am Deutschen Theater in Berlin (1931, Regie: Heinz Hilpert) und den Matthias Clausen in Gerhart Hauptmanns Vor Sonnenuntergang (Regie Max Reinhardt). Im September/Oktober 1933 gastierte Krauß mit Vor Sonnenuntergang auch in London (in englischer Sprache). An den verschiedensten Bühnen trat Werner Krauß als Bruno Mechelke in Gerhart Hauptmanns Die Ratten auf und war auch als Babberley in Charleys Tante zu sehen. Bis 1938 führten ihn Gastspiele regelmäßig nach Amerika, wo er auf New Yorker Bühnen zu sehen war, etwa 1924 in Max Reinhardts Inszenierung von Karl Gustav Vollmoellers Pantomime Das Mirakel.
Im Januar 1933 trat Krauß ein Engagement am Burgtheater in Wien an. Eine seiner ersten Rollen war der Napoleon in Hundert Tage von Benito Mussolini und Giovacchino Forzano (den er 1934 auch im Film spielte), woraufhin er vom ‚Duce‘ empfangen wurde. Kurz darauf kam es zum Zusammentreffen mit Propagandaminister Joseph Goebbels, der ihn zum stellvertretenden Präsidenten der Reichstheaterkammer und 1935 zum Mitglied des Reichskultursenats ernannte, er und Hitler etablierten Werner Krauß als wichtigen Kultur-Repräsentanten des NS-Regimes. Sein letzter Auftritt am Burgtheater war im Dezember 1933 als Wallenstein.
1937 kam es bei den Salzburger Festspielen zur letzten Zusammenarbeit mit dem jüdischen Regisseur Max Reinhardt, in dessen Faust-Inszenierung in der Felsenreitschule Krauß den Mephisto spielte. In Salzburg hatte Krauß bei Reinhardt im Jedermann auf dem Domplatz auch schon den Tod gespielt (1949 spielte er dort den Teufel). Am 15. Juni 1937 spielte Krauß am Düsseldorfer Schauspielhaus die Uraufführung des Goya-Dramas Genie ohne Volk von Viktor Warsitz für die „4. Reichstheaterwoche“ unter der Regie von Walter Bruno Iltz.
Werner Krauß galt als einer der herausragenden Schauspieler seiner Zeit. Elisabeth Bergner nannte ihn den „größten Schauspieler aller Zeiten“ und „dämonisches Genie“. Der Kritiker Siegfried Jacobsohn schrieb 1924: „Vor diesem Reichtum an Phantasie verharrt man geblendet und hingerissen“, und Max Reinhardt beschrieb Krauß als Schauspieler „mit einer sich seltsam mitteilenden autosuggestiven Kraft. Man ist festgehalten von einer unsichtbaren Kraft, körperlich berührt. Sein Gesicht füllt das Theater.“
Friedrich Weissensteiner schrieb: „Werner Krauß besaß eine ungeheure Suggestionskraft, er war ein Verzauberer, ein Magier, der das Publikum in seinen Bann ziehen und hypnotisieren konnte. Um einen Charakter darzustellen oder eine Situation blitzschnell zu erhellen, brauchte er einfach nur da zu sein.“ Marcel Reich-Ranicki in seiner Autobiographie Mein Leben: „Wenn Gründgens auf der Bühne erschien, begann er gleich zu agieren: Aus seinen Blicken und Bewegungen, aus Worten und Wendungen, aus plötzlichen Pausen und unerwarteten Beschleunigungen ergab sich dann auf wunderbare Weise eine so suggestive wie originelle Figur. Wenn Krauss auf die Bühne kam, war die Figur, die er spielte, sofort da - ohne daß er etwas gesagt oder getan hätte.“
Auf die Frage, warum er Schauspieler geworden sei, antwortete Krauß: „Um nicht ich zu sein“; seine Schauspielerei beschrieb er wie folgt: „Ich muss es hinter mir geigen hören wie der Tod, wenn ich spiele. Dieser zweiten Stimme hinter meinem Ohr spreche ich nach. Wenn ich aber die leiseste Schwankung zwischen dem Geigenton und meiner Melodie und meinem Rhythmus spüre, dann weiß ich, dass ich mich nicht in der Gewalt habe, dass meine Saiten nicht gespannt sind und ich nicht gestimmt bin.“
Der Schauspieler Oskar Werner, der eigentlich Bschließmayer hieß, nannte sich aus Verehrung für sein Bühnenidol Werner Krauß Oskar Werner.

## Film
Da Werner Krauß am Deutschen Theater in Berlin von Max Reinhardt meist nur als zweite Besetzung oder in kleineren Rollen beschäftigt wurde, wandte er sich Anfang 1916 dem Film zu. Nach seinem Debüt als Dapertutto in Hoffmanns Erzählungen von Richard Oswald, waren es zunächst vor allem die populären Genres des Trivialfilms, Melodramen, Detektivgeschichten und Sitten- und Aufklärungsfilme, in denen er mitwirkte. Meist spielte er darin verkommene Fieslinge: einen Sadisten mit Stiefeln und Peitsche in Dida Ibsens Geschichte (1918), einen chinesischen Rauschgifthändler in Opium (1919) oder einen mordlüsternen Krüppel in Totentanz (1919). 1918 spielte er in Das Tagebuch einer Verlorenen (Regie: Richard Oswald) sowie dem antifranzösischen Historienfilm Der Friedensreiter (1918/19) (Regie: Hans Werkmeister).

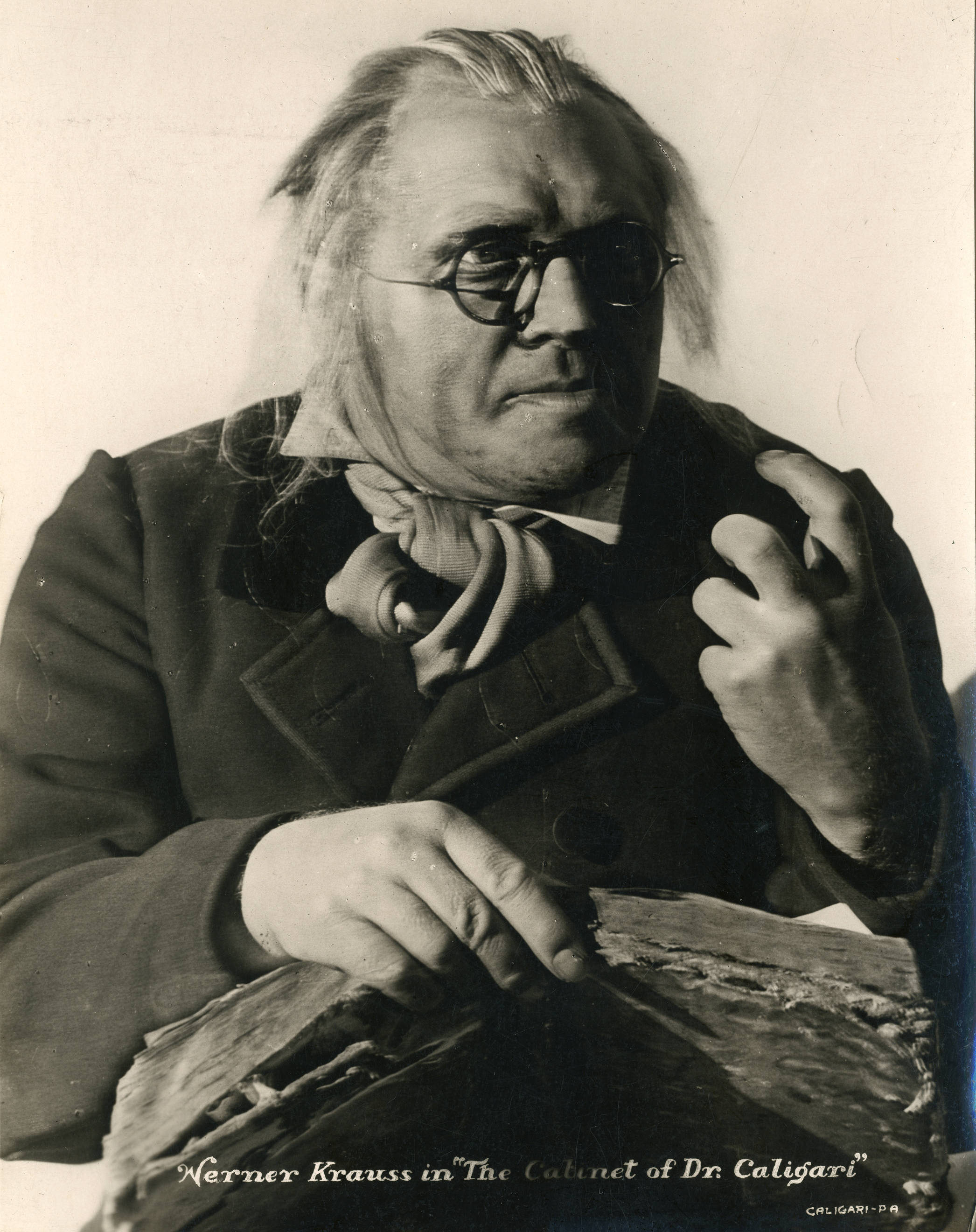
Werner Krauß, Promotionsfoto für Das Cabinet des Dr. Caligari

Seinen internationalen Durchbruch schaffte Werner Krauß 1920 mit dem legendären Stummfilm Das Cabinet des Dr. Caligari (Regie: Robert Wiene), wo er an der Seite von Conrad Veidt in Mimik und Körpersprache ganz in der Darstellung des Schaustellers/Irrenarztes Caligari aufging, der Autorität und Subordination in einem verkörperte. Die von Lotte H. Eisner unter dem Begriff „Die dämonische Leinwand“ zusammengefasste Epoche des deutschen Films der 1920er Jahre fand in der Folge in Krauß einen ihrer wichtigsten Schauspieler. Der Stummfilm ermöglichte es ihm, seiner Fähigkeit zur totalen Identifikation mit den Rollen, seiner Lust an der Verwandlung und seiner Begabung, allein durch physische Präsenz zu wirken, Ausdruck zu verleihen.

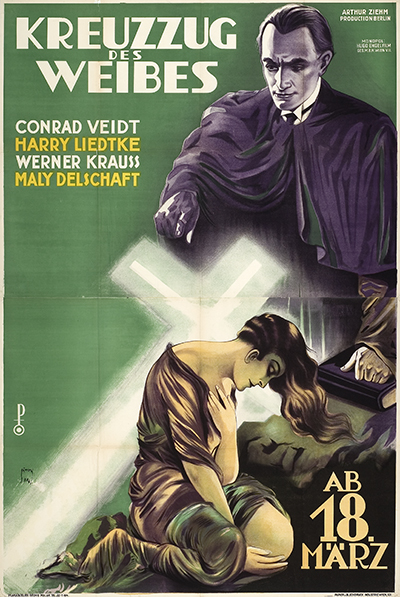
„Kreuzzug des Weibes“;
mit Conrad Veidt, Harry Liedtke, Maly Delschaft u. a.;
Filmplakat 1926 von Lipót Sátori im Atelier Georg Pollak

Ebenfalls 1920 spielte Krauß den Koch in Carl Froelichs Die Brüder Karamasoff nach Fjodor Dostojewskij, ein Jahr später den Robespierre in Dimitri Buchowetzkis Danton, 1921 den Lord William Hamilton in Richard Oswalds Lady Hamilton. Persönlich hob Krauß die Arbeit mit Lupu Pick an dem Kammerspiel Scherben (1921) hervor, wo er die dumpfe, depressive Studie eines Bahnwärters ablieferte, der zum Mörder des Verführers seiner Tochter wird. 1922 war er der Jago in Dimitri Buchowetzkis Othello nach Shakespeare und Nathan in Manfred Noas Nathan der Weise nach G. E. Lessings Drama. 1923 spielte er unter der Regie von Hans Behrendt den liberalen Hauslehrer in dem Melodram Alt-Heidelberg und wieder mit Robert Wiene I.N.R.I., wo er an der Seite von Asta Nielsen und Henny Porten den Pontius Pilatus spielte. Er war der Frauenmörder Jack the Ripper in Leo Birinskis Das Wachsfigurenkabinett und in Georg Wilhelm Pabsts Die freudlose Gasse an der Seite von Greta Garbo 1925 der Fleischermeister, der seine Vorräte nur gegen Liebesdienste herausgibt, sowie in dem psychoanalytischen Stummfilm Geheimnisse einer Seele (1926, Regie: G. W. Pabst), in dem er nuancenreich den Chemiker Martin Fellmann verkörpert, hinter dessen bürgerlicher Fassade verborgene traumatische Ängste und Obsessionen zu Tage treten. 1925 spielte Krauß den Orgon in Friedrich Wilhelm Murnaus Molière-Verfilmung Tartüff mit Emil Jannings in der Titelrolle und 1926 drehte er mit Jean Renoir Nana nach Émile Zolas 9. Band des Romanzyklus Rougon-Macquart. Es folgten Kreuzzug des Weibes (1926, Regie: Martin Berger) und Die Hose (1927), nach Carl Sternheim, als Theobald Maske. In Henrik Galeens Der Student von Prag (1926) spielte Krauß den Wucherer Scapianelli und in Lupu Picks Napoleon auf St. Helena (1929) Napoleon Bonaparte.
1932 spielte Werner Krauß in der Balzac-Verfilmung Mensch ohne Namen (Regie: Gustav Ucicky), 1935 war er erneut Napoleon Bonaparte in Franz Wenzlers Verfilmung von Benito Mussolinis Hundert Tage. In Hans Steinhoffs Robert Koch, der Bekämpfer des Todes (1939) war er der Gegenspieler von Emil Jannings, der die Titelrolle verkörperte. 1936 war Krauß auch in der Rolle eines berühmten Burgschauspielers in Willi Forsts Drama Burgtheater zu sehen, Hans Moser spielte seinen Garderobier. 1940 verkörperte Krauß in Veit Harlans antisemitischem Hetzfilm Jud Süß in gleich fünf Rollen judenfeindliche Klischees; zwei Jahre später war er in dem NS-Propagandafilm Die Entlassung (1942, Regie: Wolfgang Liebeneiner) zu sehen sowie in der Titelrolle von Georg Wilhelm Pabsts Paracelsus (1943).

## Zeit des Nationalsozialismus
Als Krauß 1934 zum deutschen Staatsschauspieler ernannt wurde, war klar, dass er sich – zumindest künstlerisch – auf das NS-Regime einließ. So gehörte er nach dem Tod des Reichspräsidenten Paul von Hindenburg zu den Unterzeichnern des Aufrufs der Kulturschaffenden zur „Volksabstimmung“ über die Zusammenlegung des Reichspräsidenten- und Reichskanzleramts in der Person Adolf Hitlers. Von 1933 bis 1935 war er stellvertretender Präsident der Reichstheaterkammer. In der Endphase des Zweiten Weltkriegs nahm ihn Hitler im August 1944 in die Gottbegnadeten-Liste der wichtigsten Künstler auf, was Krauß vor einem Kriegseinsatz, auch an der Heimatfront, bewahrte.
Vor allem die Beteiligung von Werner Krauß am Propagandafilm Jud Süß von Veit Harlan, in dem er als „makaberer Beweis seiner Wandlungsfähigkeit“ (filmportal) gleich fünf Juden spielte (alle jüdischen Sprechrollen außer Joseph Süß Oppenheimer), führte zu einem zeitweiligen Berufsverbot nach dem Zweiten Weltkrieg. In seiner Biografie über Werner Krauß zitiert Wolff A. Greinert Krauß' Erklärung, er habe alle Nebenrollen in Jud Süß übernommen, damit verschiedene Darsteller sich nicht im Ausspielen „jüdischer Eigenarten“ überböten. Im Spruchkammerverfahren im Zuge der Entnazifizierung nach dem Krieg habe Krauß betont, dass er in Jud Süß bewusst so sauber wie irgend möglich gespielt habe und das zu mildern versucht habe, was im Drehbuch absichtsvoll boshaft und verhetzend angelegt war. Außerdem habe er befürchtet, im KZ zu landen, wenn er im Jud Süß nicht wenigstens eine Rolle gespielt hätte. In der Vergangenheit habe er die NSDAP mehrfach offen brüskiert und Stellung gegen den Nationalsozialismus bezogen. 1947 schloss sich die Spruchkammer dieser Argumentation an. Der „tiefere Sinn“ dieser Besetzung sei aber gewesen, so der Regisseur Veit Harlan, zu zeigen, „wie alle diese verschiedenen Temperamente und Charaktere (…) letzten Endes aus einer Wurzel kommen.“ (Der Film, 20. Januar 1940)
Der Schriftsteller Lion Feuchtwanger schrieb: „Ich kenne Werner Krauss persönlich und von der Bühne her. Ich würde es bedauern, falls die deutschen Bühnen diesen großen Künstler verlören. Andernteils ist Werner Krauss ein überaus gescheiter Schauspieler, der mehr aus dem Verstande als aus dem Herzen heraus schafft. Es ist mehr als unglaubhaft, dass er sich der Wirkung seiner Darstellung niederträchtiger Judentypen nicht von vornherein bewusst gewesen sein sollte. Diese Meinung wird von vielen hier in Amerika lebenden Schriftstellern, Theaterleuten und Kritikern geteilt, die Gelegenheit hatten, ihn auf der Bühne und im Leben zu sehen, und die seine Tätigkeit während der Nazi-Jahre verfolgten.“
Als Krauß die Rolle in Jud Süß annahm, fragte ihn der Regisseur Wolfgang Liebeneiner: „Werner, warum machst du das?“ „Weißt du, wie viele Juden ich in diesem Film spiele? Fünf! Und jeden anders“, gab Krauß zur Antwort. „Aber weißt du nicht, welchen Schaden du damit anrichtest?“ „Das geht mich nichts an – ich bin Schauspieler!“
Neben seiner Mitwirkung in Jud Süß wurde Krauß im Entnazifizierungsverfahren vor allem auch vorgeworfen, er habe 1943 am Wiener Burgtheater den Shylock in Shakespeares Der Kaufmann von Venedig in der antisemitischen Inszenierung von Lothar Müthel als „antisemitische Karikatur“ dargestellt. Über diese Darstellung des Shylock durch Werner Krauß schrieb Oskar Maurus Fontana:

„Mit roten Haaren und Bart, mit einer vereinzelten weißen Strähne, tritt der Shylock des Werner Krauß auf. Er glaubt schlau zu schauen, aber es ist nur Dummdreistigkeit, die aus dem verkniffenen Auge schielend lugt. Auf auswärts gedrehten Plattfüssen watschelt er daher. Wenn es aber um Geschäfte, um Geld oder um seinen Schein geht, kommt er in ein trippelndes, eiliges Laufen mit O-Beinen. Seine Sprache ist voll kehliger Laute, verschiebt die Vokale und kommt immer wieder in ein tierisches Kreischen, Grunzen und Fauchen. Seine Unbeherrschtheit der Nerven zeigt sich in einem wiederholten Aufstampfen der Füsse und in einem wahren Veitstanz des Körpers. Höchst possierlich ist seine Zuflucht ins Nachdenken, was gleichbedeutend mit einem Eingeständnis seiner Ohnmacht ist. Da lehnt er mit dem Kopf an der Mauer, die Beine weit ab und den Rücken äffisch verkrümmt. Sein Benehmen wechselt zwischen tückischer Kriecherei, unverschämter Rabulistik und besessenem Machtwahn. (…) Er hat weder an seine Familie noch an seine Religion eine Bindung, er ist nur Niedrigkeit, Häßlichkeit und Dummheit (…). Werner Krauß hat seinen Shylock geistreich angelegt und virtuos durchgeführt. Ein schneidendes Gelächter fegt die jüdische Spottgeburt hinweg.“

Gad Granach, der Sohn von Alexander Granach, schrieb: „Werner Krauß war zwar kein Nazi, aber immer schon ein wütender Antisemit gewesen (…) Den Shylock konnte ein Schauspieler so spielen, daß die Leute ergriffen waren, er konnte ihn aber auch so spielen wie Werner Krauß. Bei ihm sind die Leute jeden Abend als Antisemiten aus dem Theater gegangen.“
Fritz Kortner urteilte: „Ein Nazi und ein Schweinehund – aber ein großer Schauspieler.“
Hans Söhnker sagte über Werner Krauß: „Über den einsamen Rang des Künstlers Krauß gibt es keine Diskussion. Nur an dem Menschen scheiden sich die Geister.“
Nach einem Treffen in Berchtesgaden mit Adolf Hitler soll Krauß gegenüber Carl Zuckmayer geäußert haben: "Ich kam hin, zynisch wie ein Pharisäer, und dachte: mir wirst du nichts vorspielen, mein Junge. Aber als ich ihn da im Kreis seiner nächsten Freunde sitzen sah und mit ihnen reden hörte, – da wusste ich: Jesus unter den Jüngern." (Carl Zuckmayer – Geheimreport. Charakterologie – Allgemeines, siehe ebd. S. 9ff. - Deutscher Taschenbuch Verlag 2007)

## Nachkriegszeit
1946 wurde Werner Krauß, der in Mondsee im Salzkammergut lebte, aus Österreich ausgewiesen. Er wurde im Mai 1948 im dritten Spruchkammerverfahren als „minderbelastet“ eingestuft und zur Übernahme der Verfahrenskosten in Höhe von 5000 Mark verurteilt. Krauß war nach dem Krieg deshalb zeitweise als Schäfer tätig. Er kehrte nach Österreich zurück, wurde österreichischer Staatsbürger und erneut Mitglied des Burgtheaters. In Deutschland hatte er im Juli 1950 als König Lear seinen ersten Nachkriegsauftritt bei den Ruhrfestspielen in Recklinghausen. Am 8. Dezember 1950 sollte die Premiere eines Gastspiels des Wiener Burgtheater mit Ibsens John Gabriel Borkmann im Berliner Theater am Kurfürstendamm stattfinden. Trotz heftiger Demonstrationen von Studenten und Teilen der Jüdischen Gemeinde wurde die Veranstaltung durchgeführt. Die Protestierenden auf dem Kurfürstendamm wurden von der Berliner Polizei auseinandergetrieben.
Von 1948 bis 1959 war Krauß wieder am Wiener Burgtheater tätig, dem er bis zu seinem Tod angehörte. Dort spielte er 1955 bei der Wiedereröffnung des Burgtheaters im sogenannten „Jahrhundert-Don-Carlos“ in Schillers Don Carlos den König Philipp II. (Titelrolle: Oskar Werner, später übernommen von Heinrich Schweiger). Mit Oskar Werner nahm Krauß gemeinsam auch Georg Büchners Leonce und Lena als Hörspiel auf.
1951 erhielt er wieder die deutsche Staatsbürgerschaft. 1954 erreichte seine Rehabilitation mit der Verleihung des Bundesverdienstkreuzes ihren, umstrittenen, Höhepunkt. 1954 erhielt er darüber hinaus den Iffland-Ring, jedoch nicht – wie es sonst Tradition war – vom vorherigen Träger Albert Bassermann, der schon 1952 gestorben war (und ihn dem verstorbenen Alexander Moissi auf den Sarg gelegt hatte), sondern vom Kartellverband deutschsprachiger Bühnenangehöriger. Krauß hätte nach Aussage seiner Witwe den Ring Alma Seidler hinterlassen wollen, wäre nicht durch die Tradition eine Frau von vornherein ausgeschlossen gewesen. Krauß gab den Ring daher an Josef Meinrad weiter (und nicht an seinen Freund Oskar Werner, wie allgemein erwartet wurde), dieser wiederum an Bruno Ganz.
Auf der Sprechplatte Der alte Faust und Mephisto, die kurz vor seinem Tod veröffentlicht wurde, sprach er sowohl Goethes Faust als auch Mephisto. 1955 nahm er die Verteidigungsrede des Sokrates nach Platon für Schallplatte auf.
Krauß war dreimal verheiratet: 1908 bis 1930 mit Paula Saenger (Sohn Egon, 1913–1950), 1931 bis 1940 mit der Schauspielerin Maria „Migo“ Bard und seit 1940 mit Liselotte Graf (Sohn Gregor, * 1945).

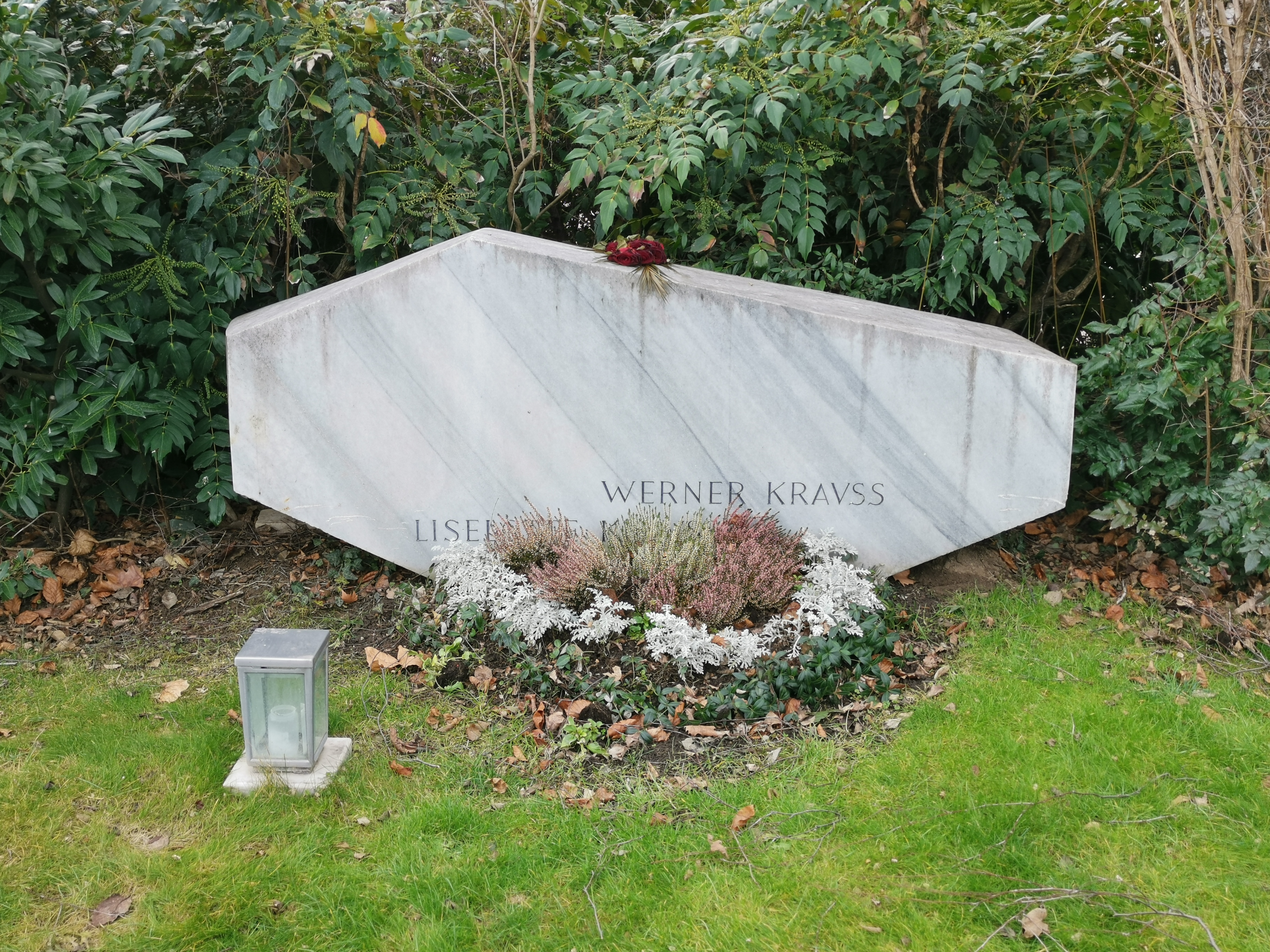
Grabstätte

Sein Ehrengrab befindet sich auf dem Wiener Zentralfriedhof (Gruppe 32 C, Nummer 22).

## Auszeichnungen
- 1923: Erhalt der Satyr-Knöpfe von Ernst von Possarts Erben als bedeutendster Schauspieler seiner Zeit.[16][17]
- 1934: Ernennung zum Staatsschauspieler
- 1938: Goethe-Medaille für Kunst und Wissenschaft
- 1954: Großes Verdienstkreuz des Verdienstordens der Bundesrepublik Deutschland
- 1954: Iffland-Ring
- 1955: Großes Ehrenzeichen für Verdienste um die Republik Österreich (1952)
- 1959: Ehrenring der Stadt Wien[18]

## Filmografie
- 1916: Hoffmanns Erzählungen
- 1916: Zirkusblut
- 1916: Der Ungreifbare
- 1916: Die vertauschte Braut
- 1916: Das unheimliche Haus
- 1916: Die Rache der Toten
- 1916: Die Hand
- 1916: Freitag, der 13. Das unheimliche Haus, 2. Teil
- 1916: Stein unter Steinen
- 1916: Der chinesische Götze
- 1916: Nächte des Grauens
- 1916: Die Bettlerin von St. Marien
- 1917: Der Erbe von Het Steen
- 1917: Unheilbar
- 1917: Die schöne Prinzessin von China
- 1917: Das Bacchanal des Todes
- 1917: Die Pagode
- 1917: Die Fremde
- 1917: Gesühnte Schuld
- 1917: Die Kaukasierin
- 1917: E, der scharlachrote Buchstabe
- 1917: Die Tochter der Gräfin Stachowska
- 1917: Fräulein Pfiffikus
- 1917: Das Bacchanal des Todes
- 1918: Die schleichende Gefahr
- 1918: Wenn Frauen lieben und hassen
- 1918: Es werde Licht!, 3. Teil
- 1918: Der Bettler von Savern
- 1918: Das Gift der Medici
- 1918: Der Prozeß Hauers
- 1918: Das verwunschene Schloß
- 1918: Das Tagebuch einer Verlorenen
- 1918: Dida Ibsens Geschichte
- 1918: Colomba
- 1918: Madame d'Ora
- 1918: Mazeppa, der Held der Ukraine
- 1918: Der Friedensreiter
- 1919: Opium
- 1919: Die Prostitution (2 Teile)
- 1919: Das Mädchen und die Männer
- 1919: Ewiger Strom
- 1919: Totentanz
- 1919: Die Frau mit den Orchideen
- 1919: Die Insel der Glücklichen
- 1919: Das ewige Rätsel
- 1919: Rose Bernd
- 1919: Phantome des Lebens
- 1920: Opfer
- 1920: Das Cabinet des Dr. Caligari
- 1920: Die Frau ohne Seele
- 1920: Johannes Goth
- 1920: Die Brüder Karamasoff
- 1920: Die Beichte einer Toten
- 1920: Sieger Tod
- 1920: Die Frau im Himmel
- 1920: Der Staatsanwalt
- 1920: Christian Wahnschaffe (2 Teile):
  - 1. Teil: Weltbrand (1920)
  - 2. Teil: Die Flucht aus dem goldenen Kerker (1921)
- 1920: Die Kwannon von Okadera
- 1921: Das Medium
- 1921: Danton
- 1921: Scherben
- 1921: Die Beute der Erinnyen
- 1921: Das Haus in der Dragonergasse
- 1921: Sturmflut des Lebens
- 1921: Fledermäuse
- 1921: Der Tanz um Liebe und Glück
- 1921: Der Roman der Christine von Herre
- 1921: Lady Hamilton
- 1921: Zirkus des Lebens
- 1922: Othello
- 1922: Der brennende Acker
- 1922: Luise Millerin
- 1922: Nathan der Weise
- 1923: Alt-Heidelberg
- 1923: Der Schatz
- 1923: Fridericus Rex. 3. Teil: Sanssouci
- 1923: Der Menschenfeind
- 1923: Adam und Eva
- 1923: Der Puppenmacher von Kiang-Ning
- 1923: Zwischen Abend und Morgen
- 1923: Der Kaufmann von Venedig
- 1923: Fräulein Raffke
- 1923: Das unbekannte Morgen
- 1923: Das alte Gesetz
- 1923: I.N.R.I.
- 1924: Das Wachsfigurenkabinett
- 1924: Dekameron-Nächte
- 1925: Ein Sommernachtstraum
- 1925: Reveille, das große Wecken
- 1925: Die freudlose Gasse
- 1925: Tartüff
- 1925: Eifersucht
- 1925: Der Trödler von Amsterdam
- 1925: Die Moral der Gasse
- 1925: Das Haus der Lüge
- 1925: Die Dame aus Berlin
- 1926: Nana
- 1926: Geheimnisse einer Seele
- 1926: Kreuzzug des Weibes
- 1926: Das graue Haus
- 1926: Der Student von Prag
- 1926: Überflüssige Menschen
- 1926: Man spielt nicht mit der Liebe
- 1927: Unter Ausschluß der Öffentlichkeit
- 1927: Laster der Menschheit
- 1927: Da hält die Welt den Atem an
- 1927: Die Hose
- 1927: Der fidele Bauer
- 1927: Funkzauber
- 1927: Die Hölle der Jungfrauen
- 1928: Looping the Loop
- 1929: Napoleon auf St. Helena
- 1931: Yorck
- 1932: Mensch ohne Namen
- 1935: Hundert Tage
- 1936: Burgtheater
- 1936: Die Geliebte von Paris (unvollendet)[19]
- 1939: Robert Koch, der Bekämpfer des Todes
- 1939: Der letzte Appell (unvollendet)
- 1940: Jud Süß
- 1941: Annelie
- 1942: Zwischen Himmel und Erde
- 1942: Die Entlassung
- 1943: Paracelsus
- 1950: Prämien auf den Tod
- 1950: Der fallende Stern
- 1955: Sohn ohne Heimat
- 1957: Bacchus (TV)
- 1958: Das verräterische Herz (TV)

## Hörspiele
- 1955: Friedrich Dürrenmatt: Das Unternehmen der Wega als Horace Wood – Regie: Ludwig Cremer (Hörspiel – SWF)
- 1958: Georg Büchner: Leonce und Lena – Regie: Gert Westphal (Hörspiel – SWF)